# Dallas Cowboys 2016
La stagione 2016 dei Dallas Cowboys è stata la 57ª della franchigia nella National Football League e la sesta completa con Jason Garrett come capo-allenatore.
Dopo avere perso la prima partita contro i New York Giants, i Cowboys vinsero 11 gare consecutive. La striscia si interruppe perdendo nuovamente contro Giants. Il 4 dicembre la squadra è stata la prima della lega ad ottenere la matematica partecipazione ai playoff, dopo l'assenza dell'anno precedente. Nel penultimo turno il club si aggiudicò il secondo titolo di division degli ultimi tre anni e il vantaggio del fattore campo per tutti i playoff per la prima volta dal 2007. La stagione regolare si concluse con un bilancio di 13 vittorie e 3 sconfitte, pareggiando il migliore della storia della franchigia. Dallas però non fece strada nei playoff, venendo eliminata nel divisional round per 34-31 dai Green Bay Packers.
Tra le note più positive della stagione vi furono i due rookie Ezekiel Elliott e Dak Prescott. Il primo guidò la NFL in yard corse mentre il secondo sostituì il quarterback Tony Romo terminando col miglior passer rating della storia per un debuttante. Entrambi furono convocati per il Pro Bowl, così come tre membri della linea offensiva della squadra, che si mantenne la migliore della lega.

## Scelte nel Draft 2016

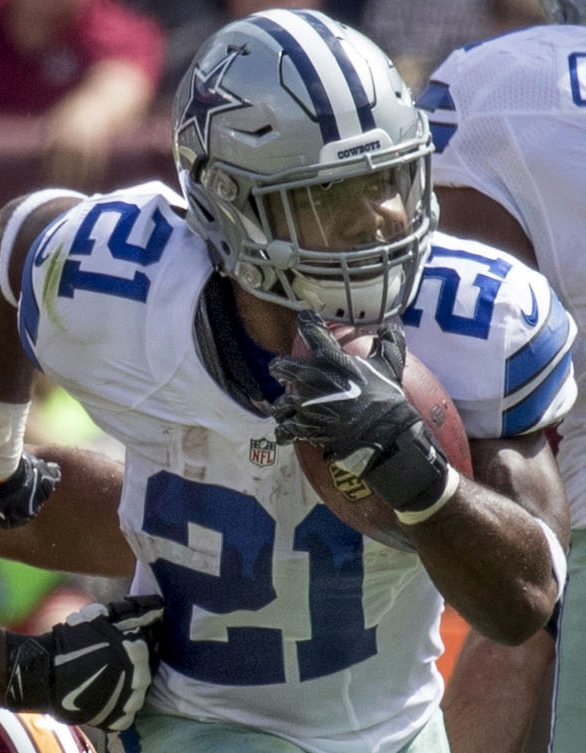
Ezekiel Elliott fu scelto come quarto assoluto nel Draft 2016

| Scelte dei Cowboys nel Draft 2016 |        |                 |       |                  |
| Giro                              | Scelta | Giocatore       | Ruolo | College          |
| 1                                 | 4      | Ezekiel Elliott | RB    | Ohio State       |
| 2                                 | 34     | Jaylon Smith    | OLB   | Norte Dame       |
| 3                                 | 67     | Maliek Collins  | DT    | Nebraska         |
| 4                                 | 101    | Charles Tapper  | DE    | Oklahoma         |
| 4                                 | 135    | Dak Prescott    | QB    | Mississippi St   |
| 6                                 | 189    | Anthony Brown   | CB    | Purdue           |
| 6                                 | 212    | Kavon Frazier   | SS    | Central Michigan |
| 6                                 | 216    | Darius Jackson  | RB    | Eastern Michigan |
| 6                                 | 217    | Rico Gathers    | TE    | Baylor           |

|  | Scelta compensatoria |

## Staff
| Staff dei Dallas Cowboys nel 2016 |
| --- |
| Organi dirigenziali - Proprietario/Presidente/General Manager: Jerry Jones - Vice Presidente Esecutivo/Direttore del personale: Sthephen Jones - Vice Presidente Esecutivo/Capo Marketing: Jerry Jones Jr. - Vice Presidente Esecutivo/Presidente della charity foundation: Charlotte Jones Anderson Capo allenatore - Jason Garrett Altri allenatori - Assistente del capo-allenatore/Difesa: Monte Kiffin - Assistente del capo-allenatore/Wide Receiver: Jimmy Robinson - Sviluppo della forza e della condizione: Mike Woicik - Assistente dello sviluppo della forza e della condizione: Brett Bech e Kendall Smith - Assistente dell'attacco/difesa: Dave Borgonzi - Qualità e controllo dell'attacco/Wide Receiver: Keith O'Quinn - Qualità e controllo/Linebacker: Ben Bloom Allenatori dell'attacco - Coordinatore dell'attacco: Scott Linehan - Quarterback: Wade Wilson - Running back: Gary Brown - Wide receiver: Derek Dooley - Tight End: Wes Phillips - Offensive Line: Vacante - Assistente Offensive Line: Frank Pollak Allenatori della difesa - Coordinatore della difesa: Rod Marinelli - Assistente della difesa/Defensive Line: Leon Lett - Defensive Line: Vacante - Linebacker: Matt Eberflus - Secondary: Jerome Henderson - Assistente Secondary Joe Baker Allenatori dello special team - Coordinatore dello Special Team: Rich Bisaccia - Assistente dello Special Team/Kicker: Chris Boniol |

## Roster
| Roster dei Dallas Cowboys nel 2016 |
| --- |
| Quarterback - 4 Dak Prescott - 9 Tony Romo - 3 Mark Sanchez Running Back - 25 Lance Dunbar KR - 21 Ezekiel Elliott - 34 Darius Jackson - 46 Alfred Morris - 41 Keith Smith FB/OLB - 45 Rod Smith FB/RB Wide Receiver - 11 Cole Beasley - 88 Dez Bryant - 19 Brice Butler - 13 Lucky Whitehead - 83 Terrance Williams Tight End - 89 Gavin Escobar - 87 Geoff Swaim - 82 Jason Witten Offensive Linemen - 71 La'el Collins G - 72 Travis Frederick C - 68 Doug Free T - 79 Chaz Green T - 65 Ronald Leary G - 73 Joe Looney C/G - 70 Zack Martin G - 77 Tyron Smith T Defensive Linemen - 96 Maliek Collins DT - 58 Jack Crawford DE/DT - 98 Tyrone Crawford DT - 95 David Irving DE/DT - 93 Benson Mayowa DE - 97 Terrell McClain DT - 99 Charles Tapper DE - 92 Cedric Thornton DT Linebacker - 56 Justin Durant OLB/MLB - 52 Andrew Gachkar OLB/MLB - 59 Anthony Hitchens MLB/OLB - 50 Sean Lee OLB - 53 Mark Nzeocha MLB/OLB - 51 Kyle Wilber OLB/DE - 57 Damien Wilson OLB Defensive Back - 30 Anthony Brown CB - 39 Brandon Carr CB - 42 Barry Church SS - 24 Morris Claiborne CB - 35 Kavon Frazier SS/FS - 38 Jeff Heath FS/SS - 31 Byron Jones FS - 32 Orlando Scandrick CB - 23 Dax Swanson CB - 27 J.J. Wilcox SS/FS Special Team - 5 Dan Bailey K - 6 Chris Jones P - 91 L.P. Ladouceur LS Lista delle riserve - -- Darryl Baldwin T (IR) - 10 Chris Brown WR (IR) - 94 Randy Gregory DE (Did Not Report) - 84 James Hanna TE (PUP) - 90 DeMarcus Lawrence DE (Sospeso) - 66 Mike McAdoo DE (IR) - 55 Rolando McClain MLB (Did Not Report) - 20 Darren McFadden RB (NF-Inj.) - 17 Kellen Moore QB (IR) - -- James Morris MLB (IR) - 54 Jaylon Smith MLB (NF-Inj.) - 26 Josh Thomas CB (IR) Squadra di allenamento - 60 Jake Brendel C/G - 80 Rico Gathers TE - 48 Jeremiah George OLB - 81 Andy Jones WR - 16 Vince Mayle WR - 40 Chris McCain DE/OLB - 78 Keavon Milton T - 76 Zach Moore DE - 7 Jameill Showers QB - 86 Austin Traylor TE 53 attivi, 12 inattivi, 10 nella squadra di allenamento |
| Legenda - I rookie sono in corsivo. - Il primo ruolo è il principale mentre gli eventuali successivi indicano i ruoli secondari. - (IR) sta per Injured Reserve ed indica la lista ristretta per un solo giocatore infortunato che può tornare ad allenarsi dopo la settimana 6 e a rientrare in prima squadra dopo che questa ha giocato 8 partite. - (NF-Inj.) / (NF-Ill.) stanno rispettivamente per Non-Football Injured e Non-Football Illness ed indicano le liste dove viene inserito un giocatore che ha un infortunio o una malattia non dipendente dal football americano. - (PUP) sta per Physically Unable to Perform ed indica la lista dove viene inserito un giocatore mentre è in attesa di recuperare la condizione fisica. Nella stagione regolare dopo la sesta partita giocata dalla propria squadra, il giocatore ha tempo tre settimane per riprendere ad allenarsi, più tre settimane aggiuntive dal suo rientro agli allenamenti per rientrare in prima squadra. |

## Calendario

### Stagione regolare
| Turno | Data               | Avversario             | Risultato          | Record             | Stadio                  | NFL.com recap      |
| ----- | ------------------ | ---------------------- | ------------------ | ------------------ | ----------------------- | ------------------ |
| 1     | 11/9               | New York Giants        | S 19–20            | 0–1                | AT&T Stadium            | Recap              |
| 2     | 18/9               | at Washington Redskins | V 27–23            | 1–1                | FedEx Field             | Recap              |
| 3     | 25/9               | Chicago Bears          | V 31–17            | 2–1                | AT&T Stadium            | Recap              |
| 4     | 2/10               | at San Francisco 49ers | V 24–17            | 3–1                | Levi's Stadium          | Recap              |
| 5     | 9/10               | Cincinnati Bengals     | V 28–14            | 4–1                | AT&T Stadium            | Recap              |
| 6     | 16/10              | at Green Bay Packers   | V 30–16            | 5–1                | Lambeau Field           | Recap              |
| 7     | Settinaba di pausa | Settinaba di pausa     | Settinaba di pausa | Settinaba di pausa | Settinaba di pausa      | Settinaba di pausa |
| 8     | 30/10              | Philadelphia Eagles    | V 29–23 (DTS)      | 6–1                | AT&T Stadium            | Recap              |
| 9     | 6/11               | at Cleveland Browns    | V 35–10            | 7–1                | FirstEnergy Stadium     | Recap              |
| 10    | 13/11              | at Pittsburgh Steelers | V 35–30            | 8–1                | Heinz Field             | Recap              |
| 11    | 20/11              | Baltimore Ravens       | V 27–17            | 9–1                | AT&T Stadium            | Recap              |
| 12    | 24/11              | Washington Redskins    | V 31–26            | 10–1               | AT&T Stadium            | Recap              |
| 13    | 1/12               | at Minnesota Vikings   | V 17–15            | 11–1               | U.S. Bank Stadium       | Recap              |
| 14    | 11/12              | at New York Giants     | S 7–10             | 11–2               | MetLife Stadium         | Recap              |
| 15    | 18/12              | Tampa Bay Buccaneers   | V 26–20            | 12–2               | AT&T Stadium            | Recap              |
| 16    | 26/12              | Detroit Lions          | V 42–21            | 13–2               | AT&T Stadium            | Recap              |
| 17    | 1/1                | at Philadelphia Eagles | S 13–27            | 13–3               | Lincoln Financial Field | Recap              |

Note: Gli avversari della propria division sono in grassetto.

### Playoff
| Wild Card  | Qualificati direttamente al secondo turno | Qualificati direttamente al secondo turno | Qualificati direttamente al secondo turno | Qualificati direttamente al secondo turno | Qualificati direttamente al secondo turno | Qualificati direttamente al secondo turno | Qualificati direttamente al secondo turno | Qualificati direttamente al secondo turno |
| Divisional | 15/1                                      | Green Bay Packers (4)                     | S 31–34                                   | 0–1                                       | AT&T Stadium                              | Recap                                     |                                           |                                           |

## Premi
- Jason Garrett:

allenatore dell'anno
- Dak Prescott:

rookie offensivo dell'anno